# Дубље (Свилајнац)
Дубље је насеље у Србији у општини Свилајнац у Поморавском округу. Према попису из 2022. има 896 становника (према попису из 2011. било је 1095 становника).
Овде се налазе Запис дуд код цркве (Дубље), Запис Генчића храст (Дубље) и Запис Цакића дуд (Дубље).

## Демографија
У насељу Дубље живи 752 пунолетна становника, а просечна старост становништва износи 45,1 година (42,7 код мушкараца и 47,2 код жена). У насељу има 331 домаћинство, а просечан број чланова по домаћинству је 3,34.
Ово насеље је великим делом насељено Србима (према попису из 2002. године).
|  |

| Демографија | Демографија | Демографија |
| Година      | Становника  | Становника  |
| ----------- | ----------- | ----------- |
| 1948.       | 1.917       |             |
| 1953.       | 1.940       |             |
| 1961.       | 1.787       |             |
| 1971.       | 1.760       |             |
| 1981.       | 1.615       |             |
| 1991.       | 1.630       | 1.175       |
| 2002.       | 1.050       | 1.532       |
| 2011.       | 1.095       |             |
| 2022.       | 896         |             |

| Етнички састав према попису из 2002.‍ | Етнички састав према попису из 2002.‍ | Етнички састав према попису из 2002.‍ | Етнички састав према попису из 2002.‍ | Етнички састав према попису из 2002.‍ |
| ------------------------------------ | ------------------------------------ | ------------------------------------ | ------------------------------------ | ------------------------------------ |
|                                      |                                      |                                      |                                      |                                      |
| Срби                                 | Срби                                 |                                      | 1.049                                | 99,90%                               |
| Румуни                               | Румуни                               |                                      | 1                                    | 0,09%                                |
| непознато                            | непознато                            |                                      | 0                                    | 0,0%                                 |

| Година пописа     | 1948. | 1953. | 1961. | 1971. | 1981. | 1991. | 2002. |
| ----------------- | ----- | ----- | ----- | ----- | ----- | ----- | ----- |
| Број домаћинстава | 435   | 447   | 432   | 438   | 405   | 398   | 331   |

| Број чланова      | 1  | 2  | 3  | 4  | 5  | 6  | 7  | 8 | 9 | 10 и више | Просек |
| ----------------- | -- | -- | -- | -- | -- | -- | -- | - | - | --------- | ------ |
| Број домаћинстава | 86 | 64 | 40 | 50 | 48 | 29 | 11 | 2 | 1 | 0         | 3,17   |

| Пол    | Укупно | Неожењен/Неудата | Ожењен/Удата | Удовац/Удовица | Разведен/Разведена | Непознато |
| ------ | ------ | ---------------- | ------------ | -------------- | ------------------ | --------- |
| Мушки  | 404    | 84               | 279          | 24             | 17                 | 0         |
| Женски | 492    | 58               | 287          | 126            | 19                 | 2         |
| УКУПНО | 896    | 142              | 566          | 150            | 36                 | 2         |

| Пол    | Укупно                    | Пољопривреда, лов и шумарство | Рибарство                            | Вађење руде и камена | Прерађивачка индустрија       |
| ------ | ------------------------- | ----------------------------- | ------------------------------------ | -------------------- | ----------------------------- |
| Мушки  | 199                       | 83                            | 0                                    | 0                    | 29                            |
| Женски | 138                       | 61                            | 0                                    | 0                    | 14                            |
| УКУПНО | 337                       | 144                           | 0                                    | 0                    | 43                            |
| Пол    | Производња и снабдевање   | Грађевинарство                | Трговина                             | Хотели и ресторани   | Саобраћај, складиштење и везе |
| Мушки  | 16                        | 1                             | 42                                   | 8                    | 4                             |
| Женски | 1                         | 1                             | 39                                   | 4                    | 1                             |
| УКУПНО | 17                        | 2                             | 81                                   | 12                   | 5                             |
| Пол    | Финансијско посредовање   | Некретнине                    | Државна управа и одбрана             | Образовање           | Здравствени и социјални рад   |
| Мушки  | 0                         | 1                             | 4                                    | 4                    | 2                             |
| Женски | 1                         | 0                             | 0                                    | 10                   | 5                             |
| УКУПНО | 1                         | 1                             | 4                                    | 14                   | 7                             |
| Пол    | Остале услужне активности | Приватна домаћинства          | Екстериторијалне организације и тела | Непознато            | Непознато                     |
| Мушки  | 3                         | 0                             | 0                                    | 2                    | 2                             |
| Женски | 1                         | 0                             | 0                                    | 0                    | 0                             |
| УКУПНО | 4                         | 0                             | 0                                    | 2                    | 2                             |